# Chiesa di Gesù Divino Operaio (Trieste)
La chiesa di Gesù Divino Operaio è una chiesa che si trova a Trieste, più precisamente nel quartiere periurbano di Piano di Sant'Anna. È sede dell'omonimo decanato all'interno della diocesi di Trieste.

## Storia
In località Piano di Sant'Anna, quartiere residenziale allora in espansione, esisteva già dal 1956 un oratorio dedicato a San Giuseppe. Poiché detto oratorio era insufficiente a contenere tutti gli abitanti del luogo, si decise di realizzare una nuova chiesa parrocchiale. Il progetto venne affidato all'architetto Giacomo Della Mea, progettista anche del duomo di Cervignano del Friuli.
I lavori iniziarono nel 1959 e si conclusero con la consacrazione della chiesa, avvenuta nel dicembre del 1961.